# Hessesche Normalform
Die hessesche Normalform, Hesse-Normalform oder hessesche Normalenform ist in der Mathematik eine spezielle Form einer Geradengleichung oder Ebenengleichung. Dabei wird eine Gerade oder Ebene mithilfe eines normierten Normalenvektor der Gerade bzw. Ebene sowie ihres Abstands vom Koordinatenursprung beschrieben; es handelt sich demnach um eine spezielle Normalenform.
Die hessesche Normalform dient häufig dazu, den Abstand eines Punktes zu einer Geraden (im {\displaystyle \mathbb {R} ^{2}}) oder einer Ebene (im {\displaystyle \mathbb {R} ^{3}}) zu berechnen. Sie ist nach dem deutschen Mathematiker Otto Hesse benannt.

## Hessesche Normalform einer Geradengleichung

Hessesche Normalform der Geradengleichung

### Vektorform
Ist {\displaystyle {\vec {n}}_{0}} ein normierter Normalenvektor (Normaleneinheitsvektor) einer Geraden in der euklidischen Ebene, sowie {\displaystyle d\geq 0} ihr Abstand vom Koordinatenursprung, so besteht die Gerade aus denjenigen Punkten in der Ebene, deren Ortsvektoren {\displaystyle {\vec {x}}} die Gleichung
{\displaystyle {\vec {x}}\cdot {\vec {n}}_{0}-d=0}
erfüllen. Hierbei bezeichnet {\displaystyle \cdot } das Skalarprodukt.
Der Normalenvektor ist ein Vektor, der orthogonal zu der Geraden ist, d. h. einen rechten Winkel mit ihr bildet.
Als Normaleneinheitsvektor muss er die Länge {\displaystyle |{\vec {n}}_{0}|=1} besitzen und er muss vom Koordinatenursprung in Richtung der Geraden zeigen, es muss also {\displaystyle {\vec {x}}\cdot {\vec {n}}_{0}\geq 0} gelten.
In der hesseschen Normalform werden demnach die Punkte der Geraden implizit dadurch definiert, dass das Skalarprodukt aus dem Ortsvektor eines Geradenpunkts und dem Normalenvektor der Geraden gleich dem Abstand der Geraden vom Ursprung ist. Ein Punkt, dessen Ortsvektor {\displaystyle {\vec {x}}} die Gleichung nicht erfüllt, liegt für {\displaystyle {\vec {x}}\cdot {\vec {n}}_{0}>d} auf derjenigen Seite der Geraden, in die der Normalenvektor zeigt, und ansonsten auf der anderen Seite. Der Koordinatenursprung befindet sich immer auf der negativen Seite der Geraden, sofern sie keine Ursprungsgerade ist.

#### Beispiel
Ist {\displaystyle {\vec {n}}_{0}={\begin{pmatrix}3/5\\4/5\end{pmatrix}}} ein Normaleneinheitsvektor einer Geraden und  {\displaystyle d=6/5} der Abstand der Geraden vom Ursprung, so erhält man die Normalform
{\displaystyle {\tfrac {3}{5}}\,x+{\tfrac {4}{5}}\,y-{\tfrac {6}{5}}=0}.
Jede Wahl von {\displaystyle (x,y)}, die diese Gleichung erfüllt, beispielsweise {\displaystyle (2,0)} oder {\displaystyle (-2,3)}, entspricht dann einem Geradenpunkt.

#### Berechnung
Aus der Normalenform einer Geradengleichung mit Stützvektor {\displaystyle {\vec {p}}} und Normalenvektor {\displaystyle {\vec {n}}} lässt sich ein normierter und vorzeichenbehafteter Normalenvektor der Geraden durch
{\displaystyle {\vec {n}}_{0}={\begin{cases}{\frac {\vec {n}}{|{\vec {n}}|}}&{\text{falls}}~{\vec {p}}\cdot {\vec {n}}\geq 0,\\-{\frac {\vec {n}}{|{\vec {n}}|}}&{\text{falls}}~{\vec {p}}\cdot {\vec {n}}<0.\end{cases}}}
bestimmen. Der Abstand der Geraden vom Ursprung kann dann durch
{\displaystyle d={\vec {p}}\cdot {\vec {n}}_{0}}
ermittelt werden. Dieser Abstand entspricht gerade der Länge der Orthogonalprojektion des Vektors {\displaystyle {\vec {p}}} auf die Ursprungsgerade mit Richtungsvektor {\displaystyle {\vec {n}}_{0}}.
Aus den weiteren Formen von Geradengleichungen, der allgemeinen Koordinatenform, der Achsenabschnittsform, der Parameterform und der Zweipunkteform, wird zunächst die zugehörige Normalenform der Geraden ermittelt (siehe Berechnung der Normalenform) und daraus dann die hessesche Normalform.

#### Abstandsberechnung
Mit Hilfe der hesseschen Normalform kann der Abstand eines beliebigen Punkts {\displaystyle Q} in der Ebene von einer Geraden {\displaystyle g} einfach dadurch berechnet werden, dass der Ortsvektor {\displaystyle {\vec {q}}} des Punkts in die Geradengleichung eingesetzt wird:
{\displaystyle d(Q,g)={\vec {q}}\cdot {\vec {n}}_{0}-d}.
Dieser Abstand ist vorzeichenbehaftet: Für {\displaystyle d(Q,g)>0} liegt der Punkt {\displaystyle Q} auf derjenigen Seite der Geraden, in die der Normalenvektor zeigt, ansonsten auf der anderen Seite.
Alternativ kann man den absoluten Betrag verwenden:
{\displaystyle d(Q,g)=|{\vec {q}}\cdot {\vec {n}}_{0}-d|}
oder sogar den (nicht normierten) Normalenvektor benutzen:
{\displaystyle d(Q,g)=\left|{\frac {{\vec {q}}\cdot {\vec {n}}-d}{|{\vec {n}}|}}\right|}

### Koordinatenform
Die allgemeine Koordinatenform einer Geradengleichung ist
{\displaystyle ax+by+c=0}.
Dividiert man diese Gleichung durch {\displaystyle {\sqrt {a^{2}+b^{2}}}}, erhält man die Hessesche Normalform der Koordinatengleichung:
{\displaystyle {\frac {ax+by+c}{\sqrt {a^{2}+b^{2}}}}=0}.
Eigenschaften:
Der Abstand eines Punktes {\displaystyle (x_{0},y_{0})} von der Geraden ist
{\displaystyle d(x_{0},y_{0})=\left|{\frac {ax_{0}+by_{0}+c}{\sqrt {a^{2}+b^{2}}}}\right|\ }, speziell: {\displaystyle \quad d(0,0)=\left|{\frac {c}{\sqrt {a^{2}+b^{2}}}}\right|}.
{\displaystyle {\vec {n}}_{0}=\left({\frac {a}{\sqrt {a^{2}+b^{2}}}},{\frac {b}{\sqrt {a^{2}+b^{2}}}}\right)^{T}\quad } ist ein Einheitsnormalenvektor der Geraden.
Ist die Geradengleichung in expliziter Form {\displaystyle y=mx+d}, so ist {\displaystyle \ a=m,\;b=-1,\;c=d\ }. Die zur y-Achse parallele Gerade mit der Gleichung {\displaystyle x=d} hat die Hessesche Normalform {\displaystyle x-d=0}.

## Hessesche Normalform einer Ebenengleichung

Hessesche Normalform einer Ebenengleichung

### Darstellung
Analog wird eine Ebene im dreidimensionalen Raum in der hesseschen Normalform durch einen normierten (möglicherweise mit einem Vorzeichen versehenen) Normalenvektor {\displaystyle {\vec {n}}_{0}} der Ebene sowie ihren Abstand {\displaystyle d\geq 0} vom Koordinatenursprung beschrieben. Eine Ebene besteht dann aus denjenigen Punkten im Raum, deren Ortsvektoren {\displaystyle {\vec {x}}} die Gleichung
{\displaystyle {\vec {x}}\cdot {\vec {n}}_{0}-d=0}
erfüllen. Der Normalenvektor ist hier ein Vektor, der senkrecht auf der Ebene steht. Der Normalenvektor muss wiederum die Länge {\displaystyle |{\vec {n}}_{0}|=1} besitzen und vom Koordinatenursprung in Richtung der Ebene zeigen, es muss also {\displaystyle {\vec {x}}\cdot {\vec {n}}_{0}\geq 0} gelten.
In der hesseschen Normalform werden demnach die Punkte der Ebene implizit dadurch definiert, dass das Skalarprodukt aus dem Ortsvektor eines Ebenenpunkts und dem Normalenvektor der Ebene gleich dem Abstand der Ebene vom Ursprung ist. Wiederum liegt ein Punkt, dessen Ortsvektor {\displaystyle {\vec {x}}} die Gleichung erfüllt, auf der Ebene. Gilt {\displaystyle {\vec {x}}\cdot {\vec {n}}_{0}>d}, dann liegt der Punkt auf derjenigen Seite der Ebene, in die der Normalenvektor zeigt, ansonsten auf der anderen Seite. Der Koordinatenursprung befindet sich immer auf der negativen Seite der Ebene, sofern sie keine Ursprungsebene ist.

### Beispiel
Ist beispielsweise ein normierter Normalenvektor einer gegebenen Ebene {\displaystyle {\vec {n}}_{0}={\begin{pmatrix}2/3\\1/3\\-2/3\end{pmatrix}}} und der Abstand der Ebene vom Ursprung {\displaystyle d=4/3}, so erhält man als Ebenengleichung
{\displaystyle {\frac {2}{3}}\,x+{\frac {1}{3}}\,y-{\frac {2}{3}}\,z-{\frac {4}{3}}=0}.
Jede Wahl von {\displaystyle (x,y,z)}, die diese Gleichung erfüllt, beispielsweise {\displaystyle (1,2,0)} oder {\displaystyle (2,-2,-1)}, entspricht dann einem Ebenenpunkt.

### Berechnung
Aus der Normalenform einer Ebenengleichung mit Stützvektor {\displaystyle {\vec {p}}} und Normalenvektor {\displaystyle {\vec {n}}} lässt sich ein normierter und vorzeichenbehafteter Normalenvektor der Ebene wie im zweidimensionalen Fall durch
{\displaystyle {\vec {n}}_{0}={\begin{cases}{\frac {\vec {n}}{|{\vec {n}}|}}&{\text{falls}}~{\vec {p}}\cdot {\vec {n}}\geq 0,\\-{\frac {\vec {n}}{|{\vec {n}}|}}&{\text{falls}}~{\vec {p}}\cdot {\vec {n}}<0.\end{cases}}}
bestimmen. Der Abstand der Ebene vom Ursprung kann dann durch
{\displaystyle d={\vec {p}}\cdot {\vec {n}}_{0}}
ermittelt werden. Dieser Abstand entspricht wiederum der Länge der Orthogonalprojektion des Vektors {\displaystyle {\vec {p}}} auf die Ursprungsgerade mit Richtungsvektor {\displaystyle {\vec {n}}_{0}}.
Aus den weiteren Formen von Ebenengleichungen, der Koordinatenform, der Achsenabschnittsform, der Parameterform und der Dreipunkteform, wird zunächst die zugehörige Normalenform der Ebene ermittelt (siehe Berechnung der Normalenform) und daraus dann die hessesche Normalform.

### Abstand
Mit Hilfe der hesseschen Normalform kann der Abstand eines beliebigen Punkts {\displaystyle Q} im Raum von einer Ebene {\displaystyle E} wiederum dadurch berechnet werden, dass der Ortsvektor {\displaystyle {\vec {q}}} des Punkts in die Ebenengleichung eingesetzt wird:
{\displaystyle d(Q,E)={\vec {q}}\cdot {\vec {n}}_{0}-d}.
Dieser Abstand ist wieder vorzeichenbehaftet: Für {\displaystyle d(Q,E)>0} liegt der Punkt {\displaystyle Q} auf derjenigen Seite der Ebene, in die der Normalenvektor zeigt, ansonsten auf der anderen Seite.

## Alternative Formulierung mit einem Stützvektor
Obwohl häufig die Abstandsberechnung mithilfe der hesseschen Normalform mithilfe eines Abstandes {\displaystyle d} zum Koordinatenursprung gelehrt wird, wird gelegentlich auf eine ähnliche hessesche Normalenform mit Stützvektor zurückgegriffen.
Die hessesche Normalenform einer Ebene lautet dann
{\displaystyle E\colon \,({\vec {x}}-{\vec {p}})\cdot {\vec {n}}_{0}=0},
wobei {\displaystyle {\vec {p}}} ein Stützvektor der Ebene ist.

### Abstandsformel
Daraus ergibt sich dann die Abstandsformel für einen Punkt Q mit dem Ortsvektor {\displaystyle {\vec {q}}} von der Ebene {\displaystyle E} mit dem Stützvektor {\displaystyle {\vec {p}}} und dem Normaleneinheitsvektor {\displaystyle {\vec {n}}_{0}}
{\displaystyle d(Q,E)=|({\vec {q}}-{\vec {p}})\cdot {\vec {n}}_{0}|}.

## Verallgemeinerung für Hyperebenen
Allgemein wird durch die hessesche Normalform eine Hyperebene im {\displaystyle n}-dimensionalen euklidischen Raum beschrieben. Im {\displaystyle n}-dimensionalen euklidischen Raum besteht eine Hyperebene entsprechend aus denjenigen Punkten, deren Ortsvektoren {\displaystyle {\vec {x}}} die Gleichung
{\displaystyle {\vec {x}}\cdot {\vec {n}}_{0}-d=0}
erfüllen. Es wird dabei lediglich mit {\displaystyle n}-komponentigen statt mit zwei- oder dreikomponentigen Vektoren gerechnet. Eine Hyperebene teilt den {\displaystyle n}-dimensionalen Raum in zwei Teile, die Halbräume genannt werden. Ein Punkt, dessen Ortsvektor {\displaystyle {\vec {x}}} die Gleichung erfüllt, liegt genau auf der Hyperebene. Gilt {\displaystyle {\vec {x}}\cdot {\vec {n}}_{0}>d}, dann liegt der Punkt in demjenigen Halbraum, in den der Normalenvektor zeigt, ansonsten in dem anderen.

## Geschichte

Hessesche Normalform: Winkel

Otto Hesse führte 1865 in seinem Buch Analytische Geometrie neben der allgemeinen Form {\displaystyle ax+by+c=0} einer Geradengleichung die Normalform
{\displaystyle x\cos \alpha +y\cos \beta -\delta =0}
ein. Dabei sind {\displaystyle \alpha ,\beta } die Winkel der Normalen durch den Nullpunkt gegenüber den Koordinatenachsen und {\displaystyle \delta } der Abstand der Geraden vom Nullpunkt. Da {\displaystyle \cos \beta =\sin \alpha } ist, schreibt man heute
{\displaystyle x\cos \alpha +y\sin \alpha -\delta =0.}
Analog ist die Normalform einer Ebene erklärt.
Hesse zeigt die wichtige geometrische Eigenschaft der Normalform: Man kann mit ihr auf einfache Weise den Abstand eines Punktes von einer Geraden oder einer Ebene bestimmen.
Diese vorteilhafte Art, eine Gerade oder Ebene zu beschreiben, wurde später von Autoren übernommen und als Hessesche Normalform bezeichnet.
In Hesses Buch ist auch die übliche Umrechnung der allgemeinen Form in die Normalform durch Multiplikation mit dem Faktor {\displaystyle {\tfrac {1}{\sqrt {a^{2}+b^{2}}}}} enthalten.